# Harbin Taiping International Airport
Harbin Taiping International Airport är en flygplats i Kina. Den ligger i provinsen Heilongjiang, i den nordöstra delen av landet, omkring 33 kilometer sydväst om provinshuvudstaden Harbin.
Runt Harbin Taiping International Airport är det ganska tätbefolkat, med 239 invånare per kvadratkilometer. Trakten runt Harbin Taiping International Airport består till största delen av jordbruksmark.
Genomsnittlig årsnederbörd är 675 millimeter. Den regnigaste månaden är juli, med i genomsnitt 167 mm nederbörd, och den torraste är januari, med 5 mm nederbörd.